# Aleksandr Antonov
Aleksandr Pavlovič Antonov (Mosca, 13 febbraio 1898 – Mosca, 26 novembre 1962) è stato un attore sovietico.

## Biografia
La sua più nota interpretazione è quella del marinaio Grigorij Vakulenčuk nel film di Sergej Ėjzenštejn La corazzata Potëmkin.

## Filmografia
- La corazzata Potëmkin (Бронено́сец «Потёмкин»), regia di Sergej Michajlovič Ėjzenštejn (1925)
- Il cuore dei quattro, regia di Konstantin Judin (1941)